# Slovenský Grob
Slovenský Grob (in ungherese Tótgurab, in tedesco Slowakisch-Eisgrub, Böhmisch-Grub o Slawisch-Weissgrob) è un comune della Slovacchia facente parte del distretto di Pezinok, nella regione di Bratislava.